# BloodRayne (jogo eletrônico)
BloodRayne é um jogo eletrôncio de ação-aventura hack and slash desenvolvido pela Terminal Reality e lançado pela primeira vez em 15 de outubro de 2002. Desde então, o jogo gerou uma franquia com algumas sequências, filmes e histórias em quadrinhos independentes.

## Jogabilidade
O jogador controla Rayne, que assim como Blade, é uma caçadora de vampiros metade humana, metade vampira, que também possui muitas das forças e habilidades especiais dos vampiros e poucas de suas fraquezas. Rayne pode pegar armas que os inimigos soltam no chão, a mira funciona de forma semi-automática, o jogo deve estar de frente com a direção da arma próxima a posição dos inimigos, além de usar armas de fogo e facas, ela pode usar suas habilidades vampíricas, como se alimentar dos inimigos e consequentemente aumenta a barra de vida, pode usar a esquiva e pulos para desviar do ataque dos inimigos.

## Enredo
O jogo começa em 1933 e consiste em três atos. Em Mortton, Louisiana, a primeira missão de Rayne com a Brimstone Society é investigar um surto de uma doença não identificada na área.
A história avança vários anos para a Argentina. Rayne é enviado para se infiltrar na base nazista e impedir que o GGG obtenha o artefato místico conhecido como "o crânio de Beliar", eliminando os oficiais da organização.
Rayne encontra uma carta anônima informando que um oficial da GGG na Alemanha tem uma lista dos demais oficiais da GGG. Depois de obter a lista, ela persegue seus alvos no castelo Gaustadt na Alemanha para erradicar o GGG e, eventualmente, o próprio Jurgen Wulf.

## Recepção
As versões PlayStation 2 e Xbox do BloodRayne receberam "críticas geralmente favoráveis", enquanto as versões GameCube e PC receberam "críticas mistas ou médias", de acordo com o site de agregação de críticas Metacritic. O Electronic Gaming Monthly deu as versões 7, 7.5 e 7.5 para PS2, com um total de 7,33 em 10. No Japão, onde a mesma versão para console foi portada e publicada pela Electronic Arts em 26 de agosto de 2004, a Famitsu obteve uma pontuação de 29 em 40.